# Liste der Naturdenkmale in Seesbach
Die Liste der Naturdenkmale in Seesbach nennt die im Gemeindegebiet von Seesbach ausgewiesenen Naturdenkmale (Stand 7. März 2024).

## Naturdenkmale
| Nr.         | Bezeichnung      | Lage                             | Beschreibung                            | Bild            |
| ----------- | ---------------- | -------------------------------- | --------------------------------------- | --------------- |
| ND-7133-373 | Fels in Seesbach | Felsenstraße, bei Nr. 13/15 Lage | Quarzitfels; flächenhaftes Naturdenkmal | Fotos hochladen |